# 許承欽
許承欽（？—17世紀），字欽哉，號漱石，湖廣漢陽府漢陽縣人，明朝、南明政治人物。

## 生平
許承欽是崇禎三年（1630年）庚午科湖廣鄉試第六名舉人，崇禎十年（1637年）成進士，刑部觀政，十一年授直隸溧陽縣知縣，十三年拾遺，降補山西布政司照磨，十四年轉興化府推官，十五年入朝任戶部雲南司主事，十六年考察去職。
弘光時，補任大理寺右評事，與葛遇朝、張弘弼、吳國斗、雍鳴鸞、趙明遠、任弘震、區志遠、秦堈、夏時泰、曹璣、陸禹思等共事，轉任廣東司郎中，明亡，到泰州隱居。

## 著作
有《漱雪集》。

## 家族
曾祖許科，祖許某，乡耆、冠带善士；父許斗，把总。

## 引用
1. 1 2  錢海岳《南明史·卷三十一·列傳第七》：（弘光）時戶部司官先後可紀者，為葛遇朝、張弘弼、吳國斗、雍鳴鸞、趙明遠、許承欽、任弘震、區志遠、秦堈、夏時泰、曹璣、陸禹思、張大章、何應璜、方岳朝、周憲申、蔡元宸、陳宗大、趙翼心、盛黃、周伯瑞、張永禧、劉世斗、侯鼎鉉、傅如湯、張鼎隅、趙悅心、王際泰【泰際】、章甫、徐懋賢、倪元善。……承欽，字欽哉，漢陽人。崇禎十年進士。歷溧陽知縣、興化推官、貴州司主事、廣東司郎中。隱泰州。
2. ↑  同治《續輯漢陽縣志·卷十六·選舉》：崇正三年庚午科（舉人）……許承欽 進士
3. ↑  《崇祯十年丁丑科進士三代履歷》：许承钦，曾祖科，祖，乡耆、冠带善士；父斗，把总。漱石，诗二房，丙辰九月十三日生，汉阳县人，庚午六名，会八名，三甲一百四十四名，刑部观政，戊寅四月授溧阳知县，庚辰拾遗，降山西布政司炤磨，辛巳升兴化府推官，壬午升户部云南司主事，癸未考察，乙酉補大理寺右評事。
4. ↑  道光《泰州志·卷二十七·人物·流寓》：許承欽，字欽哉，號漱雪，漢陽人。明崇禎丁丑進士，知溧陽縣，遷戶部主事。甲申後遊泰，遂家焉，所著有《漱雪集》。 舊志